# Mario Occhiuto
Mario Occhiuto, (Cosenza, 6 de janeiro de 1964) é um arquiteto italiano. Formou-se em 1987 na Universidade de Florença e é o prefeito de Cosenza. Desde 12 de outubro de 2014 ocupa também a pasta de presidente da Administração provincial de Cosenza.

## Bibliografía
- Mario Occhiuto, Federico Butera: Verso la città sostenibile. L'esperienza cinese di Huai Rou. 2007 Electa Milano
- Mario Occhiuto, Biagio Lentini, La città accessibile. Edizioni Alinea, 1991 Firenze